# Solveig Gräsbeck
Solveig La Vonne Desirée Gräsbeck, född 26 november 1966 i Åbo, är en finlandssvensk pianist och sångerska.
Hon är dotter till tonsättaren Gottfrid Gräsbeck och pianisten La Vonne Gräsbeck. Hon har studerat vid Åbo konservatorium. 
Som tioåring deltog hon i en kompositionstävling, öppen för alla åldrar, för barnvisor, vann delat första pris, andra och tredje priset. År 1981 vann hon första pris i Hannikainens pianotävling, samt Åbo- och Göteborgs Musikevenemang. År 1985 vann hon sin egen deltävling i Kevään Sävel med egen låt, fick finalplats och gjorde sin första singel med skivbolaget Ensio-music. 
Hon hade både egna uppträdanden med sång eller pianospel och sjöng med systrarna Eva Gräsbeck och Yvonne Gräsbeck, samt deltog i familjekonserter både utomlands och i hemlandet. År 1997 blev hon Pianopedagog från Åbo konservatorium. År 2001 blev hon Filosofiemagister i Filosofi vid Åbo Akademi. År 2019 sjöng hon sin första CD "Love Behind the Clouds" med skivbossen Ari Hakulinen. Hon har under lång tid verkat som pianolärare.